# WWE Superstars
WWE Superstars is een wekelijkse worstelshow die sinds 2009 door de WWE wordt geproduceerd en traditioneel wekelijks wordt uitgezonden door het Amerikaanse kabeltelevisienetwerk Hulu Plus.

## Productie

### Commentatoren
| Commentatoren                  | Datums                                                                                |
| ------------------------------ | ------------------------------------------------------------------------------------- |
| Raw brand                      |                                                                                       |
| Michael Cole en Jerry Lawler   | 16 april 2009 - 28 oktober 2010                                                       |
| Scott Stanford en Jerry Lawler | 7 oktober 2010 28 oktober 2010 - 11 november 2010 25 november 2010 - 23 december 2010 |
| Michael Cole en Josh Mathews   | 11 november 2010                                                                      |
| Scott Stanford en CM Punk      | 18 november 2010 2 december 2010 - 16 december 2010                                   |
| Scott Stanford en Josh Mathews | 30 december 2010 - heden                                                              |
| Josh Mathews en Matt Striker   | 10 november 2011                                                                      |
| Scott Stanford en Matt Striker | 29 maart 2012 26 april 2012 - 3 mei 2012                                              |
| SmackDown brand                |                                                                                       |
| Todd Grisham en Jim Ross       | 16 april 2009 - 29 oktober 2009                                                       |
| Todd Grisham en Matt Striker   | 5 november 2009 - 2 december 2010                                                     |
| Jack Korpela en Matt Striker   | 9 december 2010 - 26 mei 2011 9 juni 2011 - 3 november 2011                           |
| Jack Korpela en Booker T       | 2 juni 2011                                                                           |
| Josh Mathews en Matt Striker   | 10 november 2011 - heden                                                              |
| Michael Cole en Matt Striker   | 26 april 2012                                                                         |
| ECW brand                      |                                                                                       |
| Josh Mathews en Matt Striker   | 16 april 2009 - 22 oktober 2009                                                       |
| Josh Mathews en Byron Saxton   | 27 oktober 2009 - 11 februari 2010                                                    |

### Ring aankondig(st)er
| Ring aankondig(st)er   | Datums                                                                                            |
| ---------------------- | ------------------------------------------------------------------------------------------------- |
| Raw brand              |                                                                                                   |
| Lilian Garcia          | 16 april 2009 - 24 september 2009                                                                 |
| Justin Roberts         | 1 oktober 2009 - 5 mei 2011 14 juli 2011 - 21 juli 2011 10 november 2011 29 december 2011 - heden |
| SmackDown brand        |                                                                                                   |
| Justin Roberts         | 16 april 2009 - 14 september 2009                                                                 |
| Tony Chimel            | 1 oktober - 5 mei 2011 21 juli 2011 29 december 2011 - heden                                      |
| Savannah               | 6 mei 2010 - 17 juni 2010                                                                         |
| Jamie Keyes            | 12 augustus 2010 - 31 augustus 2010                                                               |
| ECW brand              |                                                                                                   |
| Tony Chimel            | 30 april 2009 - 24 september 2009                                                                 |
| Lauren Mayhew          | 8 oktober 2009 - 19 november 2009                                                                 |
| Savannah               | 17 december 2009 - 11 februari 2010                                                               |
| Raw & Smackdown brands |                                                                                                   |
| Ashley Valence         | 25 november 2010 - 9 december 2010                                                                |
| Justin Roberts         | 10 maart 2011                                                                                     |
| Eden Stiles            | 12 mei 2011 - 22 december 2011                                                                    |